# Wiendorf (Gemeinde Sankt Georgen am Längsee)

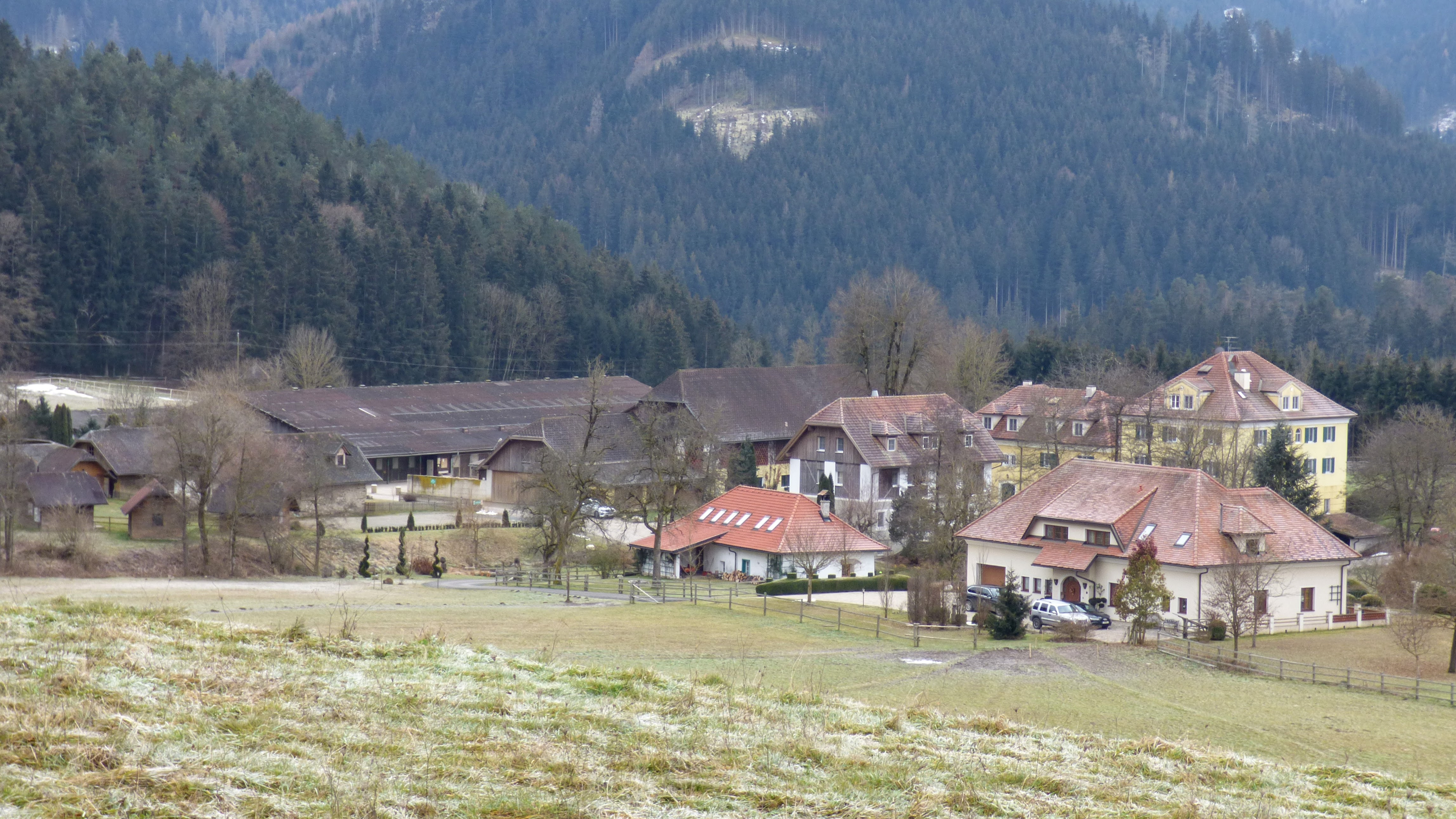
Wiendorf

Wiendorf ist eine Ortschaft in der Gemeinde St. Georgen am Längsee im Bezirk Sankt Veit an der Glan in Kärnten (Österreich). Die Ortschaft hat 7 Einwohner (Stand 1. Jänner 2024). Sie liegt auf dem Gebiet der Katastralgemeinden Gösseling und Launsdorf.

## Lage
Die Ortschaft liegt im Südosten des Bezirks Sankt Veit an der Glan, im Osten der Gemeinde Sankt Georgen am Längsee, am Ostrand der Launsdorfer Senke. Im Bereich des Dorfs bildet der Elsgrabenbach die Grenze zwischen den Katastralgemeinden Gösseling und Launsdorf.

## Geschichte
Der Ort wird seit 1584 urkundlich genannt; der Ortsname leitet sich vielleicht von einem mittelhochdeutschen Wort für Weide ab.
Auf dem Gebiet der Steuergemeinden Gösseling und Launsdorf liegend, gehörte der Ort in der ersten Hälfte des 19. Jahrhunderts zum Steuerbezirk Osterwitz. Seit der Bildung der Ortsgemeinden im Zuge der Reformen nach der Revolution 1848/49 gehört Wiendorf zur Gemeinde Sankt Georgen am Längsee.
Die kleine Ortschaft wird heute vom Dienstlgut dominiert, das in den 1990er-Jahren von Wolfgang Kulterer zu einem Reitsportzentrum mit Hotel ausgebaut wurde. Seit 2011 ist das Dienstlgut im Besitz von Kurt Daell.

## Bevölkerungsentwicklung
Für die Ortschaft zählte man folgende Einwohnerzahlen:
- 1869: 6 Häuser, 34 Einwohner[3]
- 1880: 6 Häuser, 37 Einwohner[4]
- 1890: 6 Häuser, 31 Einwohner[5]
- 1900: 6 Häuser, 30 Einwohner[6]
- 1910: 6 Häuser, 32 Einwohner[7]
- 1923: 6 Häuser, 28 Einwohner[8]
- 1934: 19 Einwohner[9]
- 1961: 5 Häuser, 31 Einwohner[10]
- 2001: 6 Gebäude (davon 4 mit Hauptwohnsitz) mit 4 Wohnungen; 9 Einwohner und 6 Nebenwohnsitzfälle; 4 Haushalte; 1 Arbeitsstätte, 3 land- und forstwirtschaftliche Betriebe[11]
- 2011: 4 Gebäude, 7 Einwohner, 5 Haushalte, 3 Arbeitsstätten[12]
- 2021: 4 Gebäude, 6 Einwohner, 3 Haushalte, 6 Arbeitsstätten[13]

## Persönlichkeiten
Der Maler, Graphiker und Keramiker Ernst Gradischnig wurde am 6. März 1949 in Wiendorf geboren.